# Agne Simonsson
Agne Simonsson (Göteborg, 19 ottobre 1935 – Göteborg, 22 settembre 2020) è stato un calciatore e allenatore di calcio svedese, di ruolo attaccante.

## Carriera
Con la nazionale svedese totalizzò 51 presenze e 27 gol e disputò il campionato del mondo 1958, competizione in cui segnò 4 reti e fu finalista perdente. A livello di club militò nelle file di Örgryte, Real Madrid e per finire il Real Sociedad.
Vinse la Svenska Dagbladet Gold Medal nel 1959 e si piazzò quinto nella classifica del Pallone d'oro 1959.

## Palmarès

### Giocatore

#### Competizioni nazionali
- Campionato spagnolo: 1

Real Madrid: 1960-1961

#### Competizioni internazionali
- Coppa dei Campioni: 1

Real Madrid: 1959-1960

#### Individuale
- Calciatore svedese dell'anno: 1

1959

### Allenatore

#### Competizioni nazionali
- Campionato svedese: 1

Örgryte: 1985